# ميخائيل ماكديرموت
ميخائيل ماكديرموت (بالإنجليزية: Michael McDermott)‏ هو لاعب كرة قاعدة أمريكي، ولد في 6 مايو 1864 في فول ريفر في الولايات المتحدة، وتوفي بنفس المكان في 7 مايو 1947.

## وصلات خارجية
- ميخائيل ماكديرموت على موقعبيزبول رفرنس.كوم (الدوري الرئيسي) (الإنجليزية)